# Cendea de Cizur

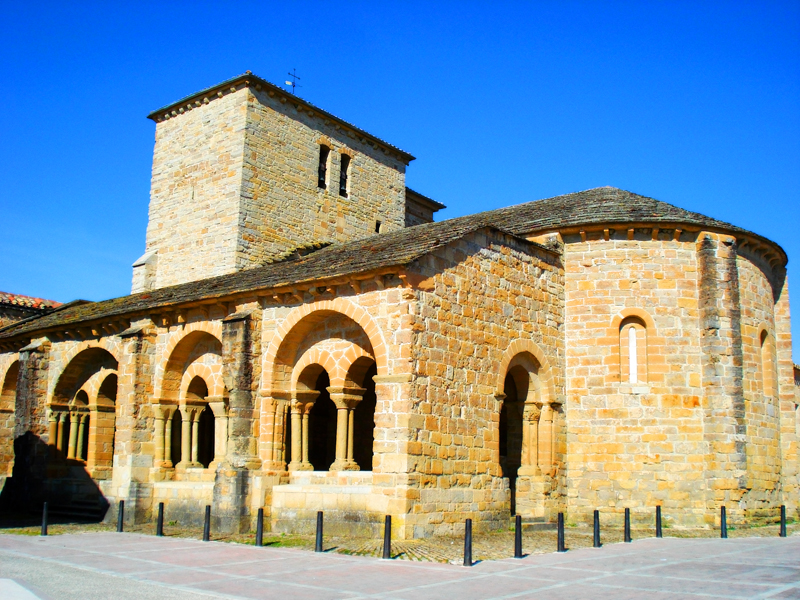
Igreja românica de Nossa Senhora da Purificação, em Gazólaz

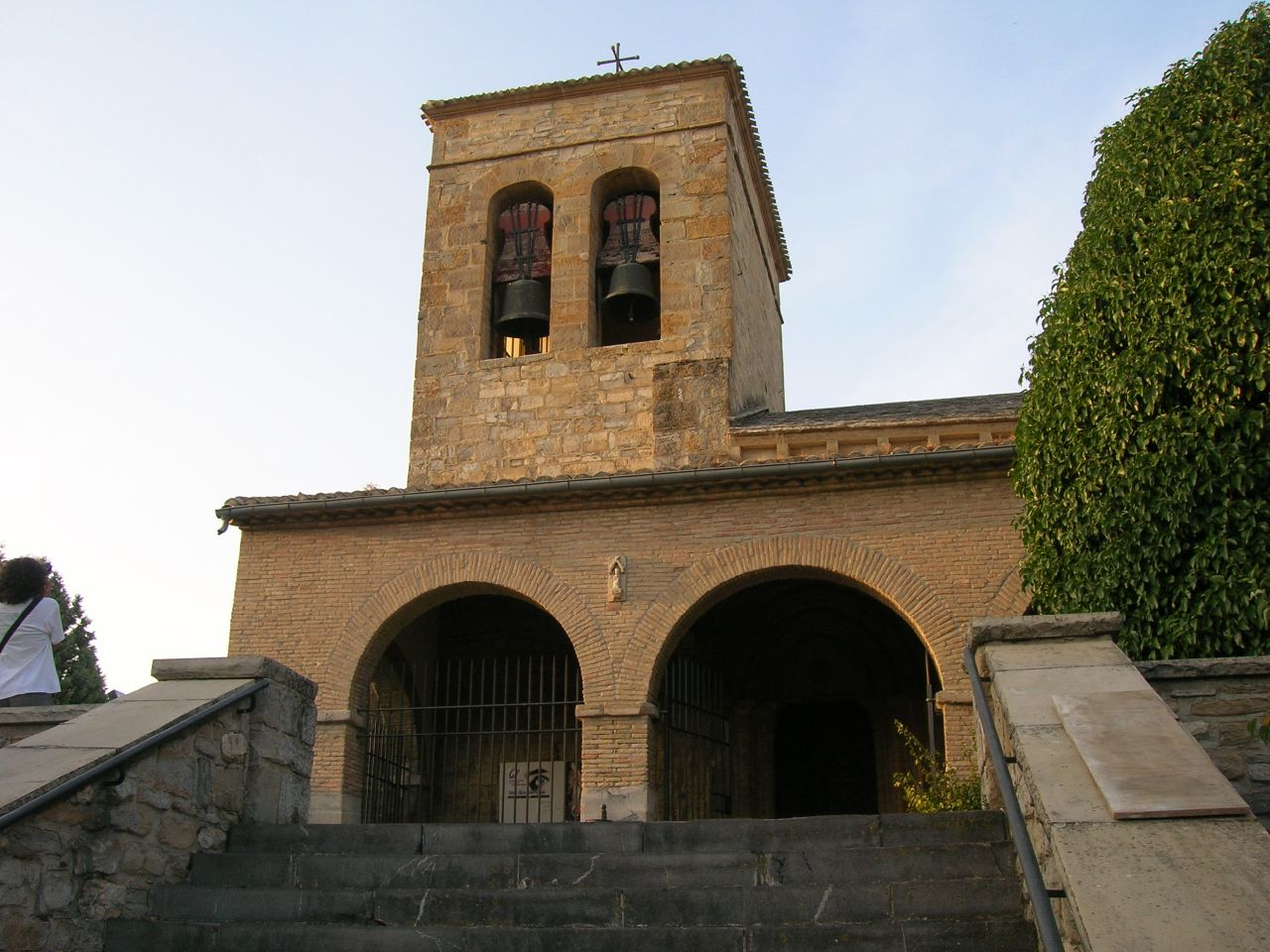
Igreja e San Emeterio e San Celedonio, em Cizur Menor, no Caminho de Santiago

Cendea de Cizur ou simplesmente Cizur  (em castelhano) ou Zizur Zendea (em basco) é um município da Espanha na província e comunidade foral (autónoma) de Navarra, com 52,50 km² de área. Em 2021 tinha 3 890 (densidade: 74,1 hab./km²). O município faz parte da comarca da Cuenca de Pamplona e da área metropolitana de Pamplona.
O município é constituído por oito "concelhos" (concejos):[b] Astráin, Cizur Menor, Gazólaz, Larraya, Muru-Astráin, Paternáin, Undiano e Zariquiegui e outros três lugares habitados: Eriete, Guenduláin e Sagüés.

## Toponímia
O nome Cizur ou Zizur é usado para designar uma das cinco cendeas[b] da Cuenca de Pamplona. O significado etimológico de Cizur é geralmente relacionado com a palavra basca zintzur (ou txintxur), que significa garganta ou caminho estreito entre montanhas ou simplesmente passagem estreita. Alguns consideram que pode ser uma referência à localização geográfica entre a Serra del Perdón e o Monte Ezcaba (também chamado de São Cristóvão), embora Cizur só ocupa uma parte dessa área. O etnólogo e historiador Juan Ignacio de Iztueta considerava que zintzur significava também altura pequena.
Além da cendea, duas povoações da mesma têm o mesmo nome  (Zizur Mayor e Cizur Menor), pelo que o topónimo pode ter tido origem nessas povoações e ter sido alargado para a cendea. Zizur Mayor era tradicionalmente a principal localidade da cendea, daí o seu nome, sendo Cizur Menor a localidade menor situado ao seu lado.
Há alguma polémica sobre a transcrição do nome. As formas Cizur e Zizur conviveram no passado e o nome oficial da cendea ainda é escrita oficialmente com C. A primeira menção escrita, de 1087" é como "Ciçur". De 1850 a 1920, a denominação oficial foi Zizur, mas a partir daí passou a figurar nos censos como Cizur. Seguindo a ortografia moderna do basco, surgida na década de 1960, o nome devia ser escrito como Zizur nesse idioma. Quando em 1992 o concejo de Cizur Mayor se separou do resto da cendea, o município então criado adotou oficialmente o nome de Zizur Mayor em castelhano e Zizur Nagusia em basco. Esta adoção deveu-se provavelmente à influência do nome basco e, ainda que fosse contrário ao costume das últimas décadas, não deixava de ser uma denominação histórica e tradicional em castelhano para o novo município. A cendea, pelo contrário, manteve a denominação oficial de Cizur.

## Geografia
O município confina a norte com a Cendea de Olza e com Pamplona; a leste com a Cendea de Galar; a sul com Úcar, Adiós, Uterga, Legarda e Puente la Reina; e a oeste com Zabalza e Echauri. Dista 7,5 km do centro de Pamplona, 88 km de São Sebastião, 105 km de Vitoria-Gasteiz e 78 km de Logroño.
| Municípios que confinam com Cendea de Cizur   |  |                 |
| Cendea de Olza, Pamplona                      |  |                 |
| Zabalza, Echauri                              |  | Cendea de Galar |
| Úcar, Adiós, Uterga, Legarda, Puente la Reina |  |                 |

## História
A área é povoada desde a Pré-história, como atestam os artefatos de sílex encontradas no planalto de Barañain-Eulza. Em Sansol (Muru-Astráin) foram descobertos vestígios de um povoado da 1ª e 2ª Idades do Ferro. Existem também restos similares, ainda que de menor importância, nos cerros e colinas próximos, pois nesses tempos convulsos e inseguros, os povoadores estabeleciam-se em lugares defensivos próximos de pequenos planaltos. Só Larraya se situa numa zona baixa, ainda que a igreja e o palácio Cabo de Armería se situem na zona mais alta desse lugar. Tratava-se de pequenos assentamentos que se consolidaram nos séculos XI, XII e XIII, como é atestado pela arquitetura religiosa da Cendea, quase toda datada desse período. Durante a Idade Média estabeleceu-se o regime de senhorio secular; surgiram então as localidades de Guenduláin, Eulza e Eriete e foram construídos palácios em muitas povoações.
A Cendea de Cizur é uma das cinco cendeas da Cuenca de Pamplona. Na Idade Média contava com 18 núcleos populacionais: Acella, Astráin, Barañáin, Cizur Mayor, Cizur Menor, Echavacoiz, Eriete, Eulza, Gazólaz, Guenduláin, Larraya, Muru-Astráin, Nuin, Oyerza, Paternáin, Sagües, Undiano e Zariquiegui. Algumas instituições eclesiásticas possuiram bens na cendea, como a paróquia de São Lourenço de Pamplona, o  Hospital de Roncesvalles e os mosteiros de Irache e de Iranzu. Mas a instituição religiosa mais beneficiada com terras e rendas foi o Grão-priorado da Ordem de São João de Jerusalém (de Malta), com a encomienda de Cizur Menor.
Nos séculos XVI e XVII a cendea conheceu algum florescimento económico que deixou marcas importantes no património artístico religioso e na arquitetura civil. Em 1553 o número de fogos (habitações ou  a povoação tinha crescido para 208, um número que se manteve praticamente estacionário nos séculos seguintes.
No século XX assiste-se ao crescimento demográfico dos núcleos mais próximos de Pamplona e à diminuição da importância do mundo rural, despovoando-se as aldeias de Eriete e Guenduláin.

## Demografia

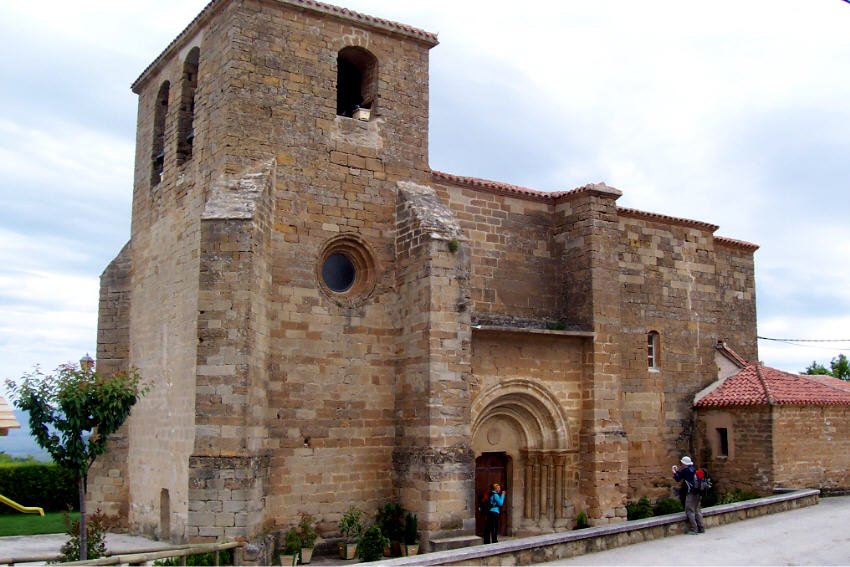
Igreja românica de Santo André em Zariquiegui

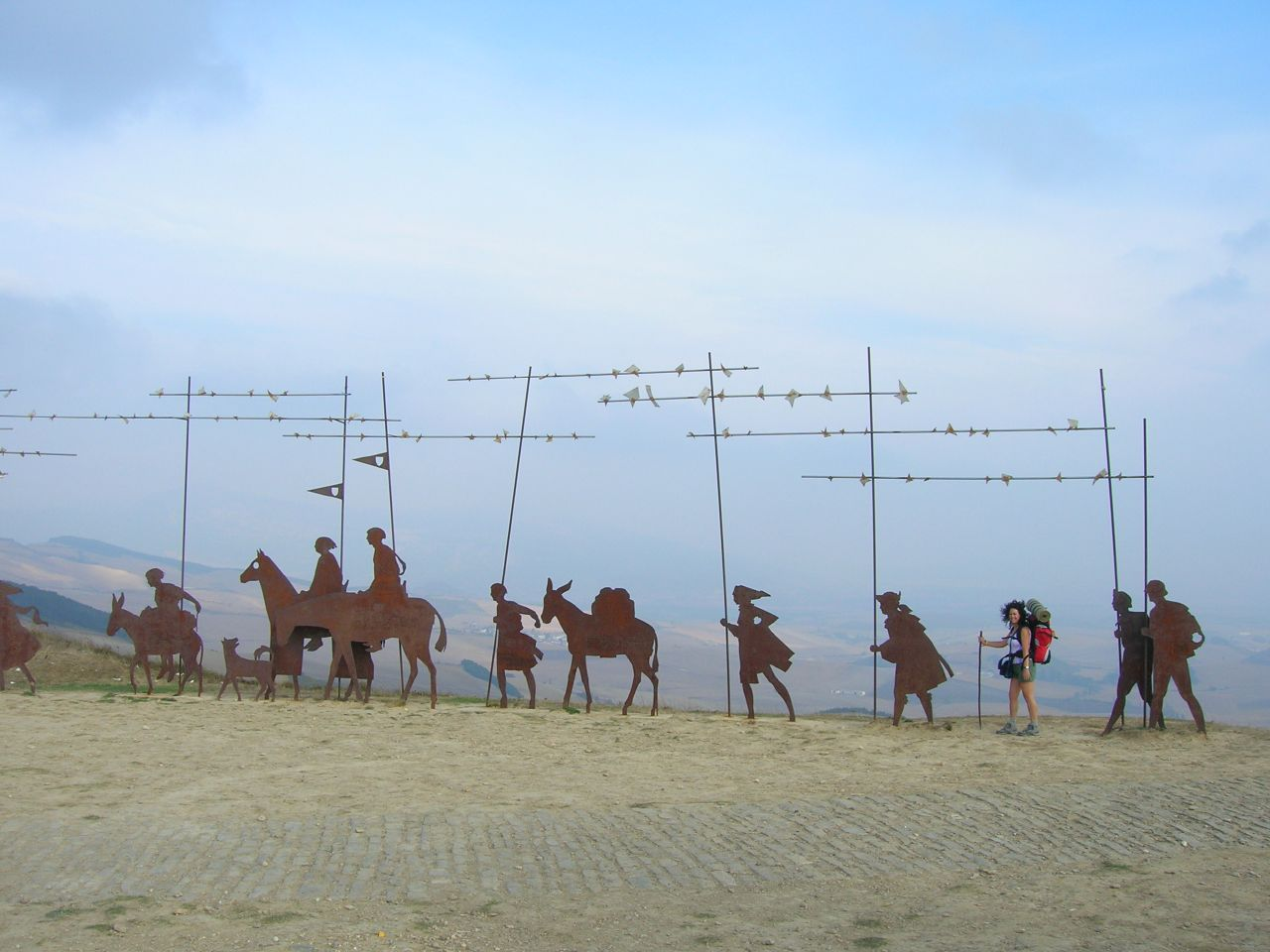
Monumento ao Peregrino, no Alto del Pérdon, no Caminho de Santiago

| Núcleo populacional | Número de habitantes (2016) |
| ------------------- | --------------------------- |
| Astráin             | 372                         |
| Cizur Menor         | 2 020                       |
| Eriete              | 1                           |
| Gazólaz             | 143                         |
| Guenduláin          | 0                           |
| Larraya             | 64                          |
| Muru-Astráin        | 58                          |
| Paternáin           | 328                         |
| Sagües              | 28                          |
| Undiano             | 185                         |
| Zariquiegui         | 167                         |

| 1900  | 1910   | 1920   | 1930  | 1940  | 1950   |
| 1 749 | 1 931  | 1 953  | 2 002 | 2 029 | 2 040  |
|       | 10,4%  | 1,1%   | 2,5%  | 1,3%  | 0,5%   |
| 1960  | 1970   | 1981   | 1991  | 2001  | 2021   |
| 2 034 | 4 265  | 12 977 | 6 504 | 1 469 | 3 890  |
| 0,3%  | 109,7% | 204,3% | 49,9% | 77,4% | 164,8% |

## Política
A administração política está a cargo de um ayuntamiento (equivalente à prefeitura no Brasil e à câmara municipal em Portugal), um órgão de gestão democrática cujos membros são eleitos por mandatos de quatro anos por sufrágio universal desde que foi reinstaurada a democracia em Espanha. As primeiras eleições democráticas após a queda da ditadura realizaram-se em 1979. Têm direito de voto todos os residentes maiores de 18 anos registados no município que sejam de nacionalidade espanhola ou de qualquer país membro da União Europeia. Segundo a lei eleitoral espanhola, que determina o número de vereadores (concejales) em função do número de habitantes, a corporação municipal é formada por 11 vereadores. A sede da autarquia situa-se na localidade de Gazólaz.
Eleições municipais de 2007

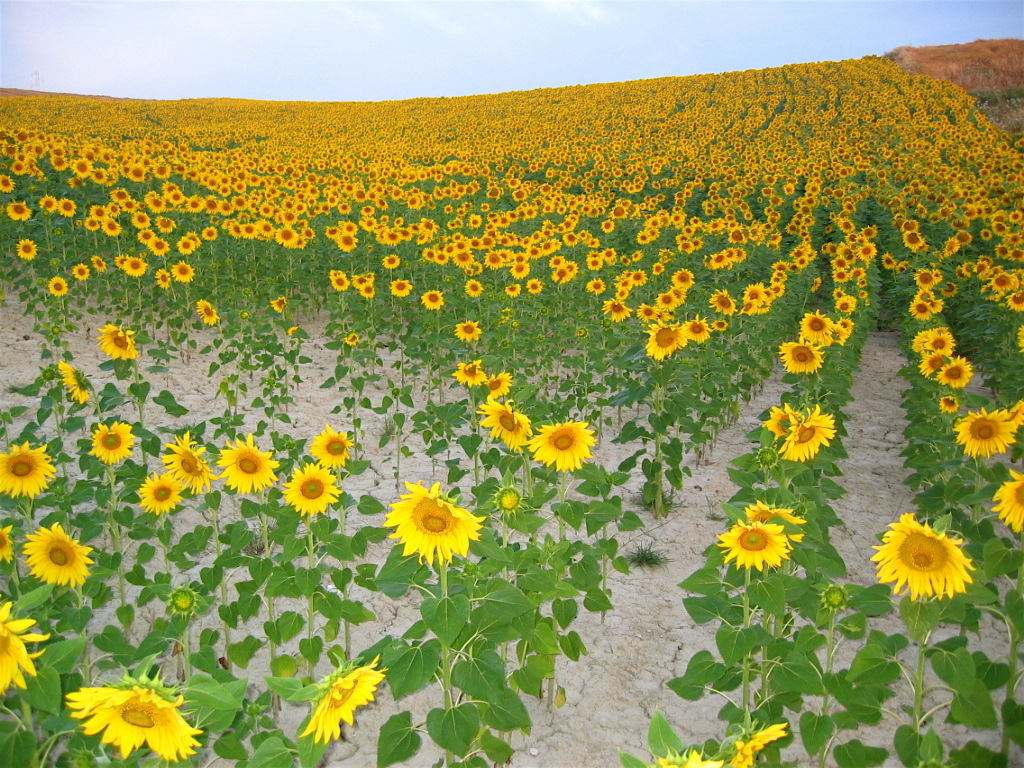
Campo de girassóis em Cizur Menor

Nestas eleições, as últimas à data de escrita deste texto, a vitória foi alcançada pela formação independente "Agrupación Independiente Cendea de Cizur" (AI Cendea de Cizur), que obteve a maioria absoluta elegendo 7 vereadores. O cargo de alcaide, o líder do ayuntamiento foi para José Ricardo Pérez Torrano.
| Força política                           | Nº de vereadores |
| ---------------------------------------- | ---------------- |
| A.I. Cendea de Cizur                     | 7                |
| Erreniega                                | 2                |
| Nafarroa Bai (NaBai)                     | 1                |
| Partido Socialista de Navarra (PSN-PSOE) | 1                |
| União do Povo Navarro (UPN)              | 0                |

## Economia
A Cendea de Cizur é fundamentalmente um município agrícola, que produz sobretudo cereais, apesar dos seus habitantes dedicados exclusivamente à agricultura não serem muitos. Há algumas indústrias ligeiras e o setor hoteleiro também tem alguma importância devido ao município ficar no Caminho de Santiago.